# 1986年の日本競馬
1986年の日本競馬（1986ねんのにほんけいば）では、1986年（昭和61年）の日本競馬界についてまとめる。馬齢は旧表記で統一する。
1985年の日本競馬 - 1986年の日本競馬 - 1987年の日本競馬

## 概要

### メジロラモーヌの牝馬三冠
この年の牝馬クラシック路線において、メジロラモーヌが史上初の牝馬三冠に輝いた。
同馬は桜花賞・優駿牝馬・エリザベス女王杯の三冠競走に加えて、各競走のトライアル競走にあたる報知杯4歳牝馬特別、サンケイスポーツ賞4歳牝馬特別、ローズステークスも全て優勝した。
年末の有馬記念は並み居る牡馬に混じってミホシンザンに次ぐ2番人気に支持されたが、不利を受け9着に惨敗。
このレースを最後に引退し、繁殖牝馬となった。翌1987年にはJRA顕彰馬に選出された。

### 社台ファームのダービー初制覇とメジロ牧場のクラシック初制覇
この年のクラシック戦線では、不思議と東京優駿（日本ダービー）優勝に縁がなかった社台ファームがダイナガリバーで生産馬による初のダービー優勝を果たす。
また、これまでに2着は何度もありながらクラシック制覇に縁がなかったメジロ牧場が、メジロラモーヌの桜花賞優勝でクラシック制覇を達成。
勢いとは恐ろしいもので、メジロラモーヌは優駿牝馬、（クラシックではないが）エリザベス女王杯も優勝して牝馬三冠を達成。
さらに秋には吉田堅生産・メジロ商事所有のメジロデュレンが菊花賞で優勝し、牡馬のクラシック競走も優勝を果たした。

### シンボリルドルフの海外遠征と引退
この年、クラシック三冠を含むGI7勝馬のシンボリルドルフが満を持して海外遠征を敢行、その初戦として3月29日にアメリカ・サンタアニタ競馬場でのサンルイレイステークスに出走したが、7頭立ての6着に敗れた。この競走中に故障（左前脚繋靭帯炎）を発症し、次に予定していたサンフアンカピストラーノインビテーショナルハンデキャップの出走を取りやめて帰国。再挑戦が検討されるもそのまま引退が決まり、12月7日には中山競馬場で引退式が行われた。

## できごと

### 1月 - 3月
- 1月5日 - 日本中央競馬会が、レーシングプログラムの配布を始める[1]。
- 1月12日 - 牝馬ダイナフェアリーが京成杯（当時は芝1600メートル）に優勝。牝馬の同競走優勝は1981年のテンモン以来で、グレード制の施行後は初。なお、これ以後牝馬による同競走優勝は2024年現在では例がない。
- 3月23日 - 中山競馬場で降雪の影響により、重賞のスプリングステークスを含む第8競走以降が中止。同競走は翌週に日経賞と同日開催で実施[2]。

### 4月 - 6月
- 4月1日 - 愛知県競馬組合が設立される[2]。
- 5月31日 - 阪神競馬第4競走で、JRAが写真による着順判定の結果を誤り、確定後に本来の払戻金を発表する不手際が発生[2]。
- 6月1日 - 宝塚記念でイギリス産の外国産馬パーシャンボーイが優勝。1984年のグレード制導入後、日本国内・海外調教を問わず初の外国産馬によるGI制覇となった[注 1]。
- 6月22日 - 高松宮杯（当時は芝2000メートルのGII）で4歳馬ラグビーボールが優勝。4歳馬の同競走優勝は1979年のネーハイジェット以来2頭目。

### 7月 - 9月
- 7月31日 - 大井競馬場において、日本初のナイター競馬が開催される。「トゥインクルレース」「TOKYO CITY KEIBA」の名称もこの時に初めて登場した[1]。
- 8月8日 - フランスに滞在中の中央競馬所属の柴崎勇騎手が、クレールフォンテーヌ競馬場の未勝利戦で騎乗、1着になる[1]。
- 8月20日 - 川崎競馬場の第10競走において、3頭が1位同着となる珍記録が達成される[1]。
- 9月21日 - 中央競馬の産経賞オールカマーが、地方競馬招待競走となる[1]。

### 10月 - 12月
- 10月4日 - 韓国ソウルで行われた第10回アジア大会の馬術部門に、日本中央競馬会の職員である宮崎栄喜・中俣修の2名が出場。日本は総合馬術競技の団体で金メダルを獲得、また馬場馬術団体で銀メダル、個人では宮崎が総合馬術で金メダルを獲得した[1]。
- 10月25日 - 中央競馬の大型映像ディスプレイに連動した場内ミニFM放送が東京競馬場で開始される。その後11月29日には阪神競馬場にも導入された[1]。
- 11月29日 - 日本中央競馬会が、パソコンによる競馬情報提供システム「PCIS（ピーシス）」が試験運用される[1]。
- 12月7日 - 水沢競馬場において、第1回ダービーグランプリが開催される。初代優勝馬はトミアルコ[1]。

### その他
- 河内洋がJRA重賞年間12勝を記録。福永洋一を抜いて年間重賞最多勝記録を更新。
- すぎやまこういち作曲のファンファーレが中山競馬場で採用された。

## 競走成績

### 中央競馬・平地GI
- 第46回桜花賞（阪神競馬場・4月6日） 優勝：メジロラモーヌ、騎手：河内洋
- 第46回皐月賞（中山競馬場・4月13日） 優勝：ダイナコスモス、騎手：岡部幸雄
- 第93回天皇賞（春）（京都競馬場・4月29日） 優勝：クシロキング、騎手：岡部幸雄
- 第36回安田記念（東京競馬場・5月11日） 優勝：ギャロップダイナ、騎手：柴崎勇
- 第47回優駿牝馬（オークス）（東京競馬場・5月18日） 優勝：メジロラモーヌ、騎手：河内洋
- 第53回東京優駿（日本ダービー）（東京競馬場・5月25日） 優勝：ダイナガリバー、騎手：増沢末夫
- 第27回宝塚記念（阪神競馬場・6月1日） 優勝：パーシャンボーイ、騎手：柴田政人
- 第94回天皇賞（秋）（東京競馬場・10月26日） 優勝：サクラユタカオー、騎手：小島太
- 第11回エリザベス女王杯（京都競馬場・11月2日） 優勝：メジロラモーヌ、騎手：河内洋
- 第47回菊花賞（京都競馬場・11月9日） 優勝：メジロデュレン、騎手：村本善之
- 第3回マイルチャンピオンシップ（京都競馬場・11月16日） 優勝：タカラスチール、騎手：田島良保
- 第6回ジャパンカップ（東京競馬場・11月23日） 優勝：ジュピターアイランド、騎手：パット・エデリー
- 第38回朝日杯3歳ステークス（中山競馬場・12月14日） 優勝：メリーナイス、騎手：根本康広
- 第38回阪神3歳ステークス（阪神競馬場・12月14日） 優勝：ゴールドシチー、騎手：本田優
- 第31回有馬記念（中山競馬場・12月21日） 優勝：ダイナガリバー、騎手：増沢末夫

### 中央競馬・障害
- 第96回中山大障害（春）（中山競馬場・4月6日） 優勝：ライバコウハク、騎手：大江原哲
- 第97回中山大障害（秋）（中山競馬場・12月20日） 優勝：ハッピールイス、騎手：中竹和也

### 地方競馬主要競走
- 第9回帝王賞（大井競馬場・4月9日）優勝：トムカウント（騎手：石崎隆之）
- 第25回楠賞全日本アラブ優駿（園田競馬場・5月14日）優勝：ローゼンホーマ（騎手：那俄性哲也）
- 第32回東京ダービー（大井競馬場・6月4日）優勝：ハナキオー（騎手：堀千亜樹）
- 第6回全日本アラブクイーンカップ（園田競馬場・10月10日）優勝：ザパルテノス（騎手：藤井勝也）
- 第35回全日本アラブ争覇（川崎競馬場・12月3日）優勝：インタータルガ（騎手：高岡秀行）
- 第34回全日本アラブ大賞典（大井競馬場・12月9日）優勝：ノムラダイオー（騎手：石崎隆之）
- 第32回東京大賞典（大井競馬場・12月23日）優勝：カウンテスアップ（騎手：的場文男）

## 表彰

### 優駿賞
- 年度代表馬・最優秀4歳牡馬 ダイナガリバー
- 最優秀3歳牡馬 メリーナイス、ゴールドシチー
- 最優秀3歳牝馬 ドウカンジョー、コーセイ
- 最優秀4歳牝馬 メジロラモーヌ
- 最優秀5歳以上牡馬 サクラユタカオー
- 最優秀5歳以上牝馬 タカラスチール
- 最優秀父内国産馬 ミホシンザン
- 最優秀スプリンター ニッポーテイオー
- 最優秀ダートホース ライフタテヤマ
- 最優秀障害馬 ハッピールイス
- 最優秀アラブ ミトモスイセイ

## リーディング

### リーディングブリーダー
- 社台ファーム

### リーディングサイアー
- ノーザンテースト

### リーディングブルードメアサイアー
- ノーザンテースト

## 誕生

### 人物
- 1月5日 - 津村明秀騎手（JRA）
- 1月16日 - 田村太雅騎手（JRA）
- 2月8日 - 小谷周平騎手（兵庫）
- 2月28日 - 原一貴騎手（兵庫）
- 3月5日 - 田中純騎手（佐賀）
- 3月17日 - 藤岡佑介騎手（JRA）
- 4月4日 - 笹田知宏騎手（兵庫）
- 4月7日 - 武藤隆一騎手（兵庫）
- 5月12日 - 大下智騎手（JRA）
- 5月16日
  - 竹田吉孝騎手（金沢）
  - 竹田吉秀騎手（名古屋）
- 5月20日 - 丸田恭介騎手（JRA）
- 6月3日 - 奥村友基騎手（兵庫）
- 6月9日 - 中田貴士騎手（兵庫）
- 6月18日 - 中地雄一騎手（川崎）
- 6月28日 - 山口達弥騎手（船橋）
- 6月29日 - 塚田祥雄騎手（JRA）
- 6月30日 - 高松亮騎手（水沢）
- 7月15日 - 宮原義典騎手（兵庫）
- 7月30日 - 千葉直人騎手（JRA）
- 8月13日 - 赤嶺亮騎手、調教師（大井）
- 9月8日
  - 大野拓弥騎手（JRA）
  - 南谷圭哉騎手（佐賀）
- 9月25日 - 山田順一騎手（笠松）
- 9月26日 - 船曳文士騎手（JRA）
- 10月3日 - 北村友一騎手（JRA）
- 10月9日 - 中村将之騎手（JRA）
- 11月8日 - 永森大智騎手（高知）
- 11月10日 - 田知弘久騎手（金沢）
- 11月13日 - 池野光騎手（福山）

### 競走馬
この年に生まれた競走馬は1989年のクラシック世代となる。
- 2月6日 - キンググローリアス
- 2月22日 - スノージェット
- 2月27日 - メインキャスター
- 3月7日 - カコイーシーズ
- 3月14日 - ホクトビーナス
- 3月17日 - レインボーアンバー
- 3月21日 - イージーゴア
- 3月23日 - シャダイカグラ
- 3月25日 - サンデーサイレンス
- 3月27日 - アイドルマリー、ライトカラー
- 4月3日 - サクラホクトオー
- 4月6日 - アサリユウセンプー
- 4月9日 - ムービースター
- 4月10日 - ウィナーズサークル
- 4月13日 - オサイチジョージ、カリブソング
- 4月19日 - バンブービギン
- 4月21日 - アクチブハトリ
- 4月23日 - ゴールデンフェザント
- 4月25日 - ミスタートウジン、メジロモントレー
- 4月26日 - ナルシスノワール
- 4月29日 - スイフトセイダイ、ドクタースパート、ラッキーゲラン
- 5月1日 - マイスーパーマン
- 5月14日 - グレートホープ
- 5月16日 - トウショウファルコ
- 5月17日 - サンドピアリス
- 5月20日 - シャーディー
- 5月25日 - イダテンターボ
- 5月26日 - ロジータ
- 5月29日 - オースミシャダイ
- 不明 - マークオブディスティンクション

## 死去

### 人物
- 12月3日 - 武田文吾（JRA調教師・元騎手）

### 競走馬
- 1月15日 - メジロアサマ
- 2月2日 - ミルリーフ
- 3月25日 - ミスオンワード
- 4月11日 - イシノヒカル
- 8月7日 - スターロツチ
- 8月15日 - ロングホーク
- 6月13日 - ラウンドテーブル
- 月日不明 - エタン